# 빌리 반스
윌리엄 "빌리" 에드윈 반스(영어: William "Billy" Edwin Barnes; 1879년 5월 20일, 웨스트햄 ~ 1962년 날짜 미상)는 에섹스 주 웨스트햄 출신 전 프로 축구 선수이다. 템즈 아이언워크스 소속으로 신고식을 치른 그는 셰필드 유나이티드로 이적해 1902년 FA컵 결승전 재경기에서 결승골을 기록했다. 현역 말년에 그는 두 차례 서던 풋볼 리그를 우승했고, 2차례 채리티 실드 경기를 치렀는데, 이 중 한 번은 이 대회의 첫 시즌이었다. 현역 생활을 마무리한 반스는 스페인에서 아틀레틱 빌바오를 지휘했다.

## 유년 시절과 사생활
반스는 1879년 5월 20일 런던에서 출생했다. 그의 부친은 항만 노동자이며, 모친은 실버타운의 커피집 주인이었다. 그의 동생 앨프레드 반스는 노동협동조합당 정치인으로, 영국 교통성 장관을 역임했다.

## 선수 경력

### 템즈 아이언워크스와 사우스 웨스트 햄
반스는 16세의 나이로 템즈 아이언워크스에서 선수 생활을 시작했다. 그는 1년차이자 창단 첫 시즌인 1895-96 시즌의 전반기에 최소한 5경기에 출전했고, 이후 남부 에섹스 리그의 사우스 웨스트 햄으로 이적했다. 그 시즌 말, 반스는 템즈 아이언워크스에 초청 선수로 복귀해 웨스트햄 채리티컵에 출전했다. 이 경기는 두 번의 재경기 끝에 승부가 갈렸는데, 반스는 세 경기에 모두 출전했고, 강철 군단은 우승을 차지했다. 그는 같은 남부 에섹스 리그에 소속된 레이턴에 프로 선수 신분으로 1898년에 입단했다.

### 셰필드 유나이티드
셰필드 유나이티드는 1902년에 FA컵 결승전까지 올라가 수정궁에서 벌어진 사우샘프턴과의 경기에서 1-1로 비겼다. 재경기에서 월터 베넷이 발목을 다쳤기 때문에 반스가 대신 출전했다. 셰필드가 조지 헤들리의 선제골로 앞서나가자 앨버트 브라운이 사우샘프턴의 동점골을 넣어 승부를 원점으로 되돌렸다. 얼마 후, 앨프 커먼이 반스에게 공을 건네주었고, 반스가 이 경기 결승골의 주인공이 되었다.

### 웨스트 햄 유나이티드
1902년, 반스는 구단명을 웨스트햄 유나이티드로 재정비한 강철 군단에 복귀했다. 그는 웨스트 햄에서 2년을 보냈는데, 소속 구단은 서던 풋볼 리그에 참가했다.

### 퀸스 파크 레인저스
반스는 1907년 9월 2일에 퀸스 파크 레인저스 신고식을 치렀다. 퀸스 파크 레인저스 시절, 그는 두 차례 서던 리그 우승을 거두고 1908년과 1912년 FA 채리티 실드 경기에 출전했다. 1908년은 이 대회가 열린 첫 시즌이기도 했다. 그는 스코티시 풋볼 리그와의 경기에서 리그 대표로 참가하기도 했다.
1908-09 시즌, 퀸스 파크 레인저스 소속으로, 반스는 리그와 컵대회를 포함해 모든 대회를 통틀어 10골을 기록해 선수단 내 득점 1위를 차지했다. 비록 그의 소속 구단은 서던 풋볼 리그 15위를 차지했지만, 웨스턴 풋볼 리그에서는 준우승을 거두었다.
반스는 2007년에 구단 역사가들이 선정한 퀸스 파크 레인저스 역대 최고의 선수 100명에 이름을 올렸다.

## 수상

### 선수
템즈 아이언워크스
- 웨스트햄 채리티컵: 1896

셰필드 유나이티드
- FA컵: 1902

퀸스 파크 레인저스
- 서던 풋볼 리그: 1907–08, 1911–12
- FA 채리티 실드 준우승: 1908, 1912

### 감독
아틀레틱 빌바오
- 코파 델 레이: 1915, 1916, 1921

### 일반
- Macey, Gordon (2009). 《Queens Park Rangers: The Complete Record》. Derby, UK: Breedon. ISBN 978-1-85983-714-6.

### 상세
1. ↑  Joyce, Michael (2012) [2002]. 《Football League Players' Records 1888 to 1939》. Nottingham: SoccerData. 18쪽. ISBN 978-1-905891-61-0.
2. ↑  “William Barnes”. 《westhamstats.info》. 2018년 2월 17일에 확인함.
3. ↑  “William Barnes”. Spartacus Educational. 2012년 1월 17일에 확인함.
4. 1 2 3 4  Macey (2009): p. 212
5. 1 2  Powles, John (2005). 《Iron in the Blood》. Nottingham: Soccerdata. 27쪽. ISBN 1-899468-22-6.
6. ↑  “The Football Association Cup: The Final Tie”. 《The Times》 (36753). 1902년 4월 28일. 13면.
7. ↑  Bull, David; Brunskell, Bob (2000). 《Match of the Millennium》. Hagiology Publishing. 30–33쪽. ISBN 0-9534474-1-3.
8. 1 2  Macey (2009): p. 211
9. ↑  Macey (2009): pp. 274–275